# Lorenzo González
Lorenzo González (Genève, 10 april 2000) is een Zwitsers–Spaans voetballer, die doorgaans speelt als centrumspits. González werd in september 2019 door Málaga overgenomen uit de jeugdopleiding van Manchester City.

## Clubcarrière
González doorliep de jeugdreeksen van Servette en Manchester City. In september 2019 werd hij door Málaga overgenomen en kwam in het eerste elftal terecht. Op 17 september 2019 maakte hij zijn debuut voor Málaga in de wedstrijd tegen Rayo Vallecano. Hij kwam 27 minuten voor tijd David Lambán vervangen in een wedstrijd dit uiteindelijk op 1–1 zou eindigen.

## Clubstatistieken
| Seizoen | Club   | Competitie         | Competitie | Competitie | Beker | Beker | Internationaal | Internationaal | Totaal | Totaal |
| Seizoen | Club   | Competitie         | Wed.       | Dlp.       | Wed.  | Dlp.  | Wed.           | Dlp.           | Wed.   | Dlp.   |
| ------- | ------ | ------------------ | ---------- | ---------- | ----- | ----- | -------------- | -------------- | ------ | ------ |
| 2019/20 | Málaga | Segunda División A | 3          | 0          | 0     | 0     | –              | –              | 3      | 0      |
| Totaal  | Totaal | Totaal             | 3          | 0          | 0     | 0     | 0              | 0              | 3      | 0      |

Bijgewerkt op 21 oktober 2019.

## Interlandcarrière
González is een Zwitsers jeugdinternational.